# بخش د سالیکلو
بخش د سالیکلو (به اسپانیایی: Partido de Salliqueló) یک منطقهٔ مسکونی در آرژانتین است که در استان بوئنوس آیرس واقع شده‌است. بخش د سالیکلو ۸۰۰ کیلومتر مربع مساحت و ۸٬۶۸۲ نفر جمعیت دارد.